# Ludwig Carl von Linsingen
Ludwig Carl von Linsingen, auch Ludwig Carl Freiherr von Linsingen (französisch: Louis Charles Baron de Linsingen; † September 1805) war ein französischer Oberst der Kavallerie und deutscher Rittergutsbesitzer. 

## Leben
Er stammte aus der eichsfeldischen Linie des Adelsgeschlechts von Linsingen und war der vierte Sohn des 1762 verstorbenen Rittergutsbesitzers und anhalt-zerbstischen wirklichen Geheimen Rats Dietrich Ernst Heinrich von Linsingen. 
Im Unterschied zu seinem Vater und seinen älteren Geschwistern schlug er keine Verwaltungslaufbahn ein, sondern trat in das Militär ein. In den Jahren 1766 und 1768 wird er als französischer Rittmeister bezeichnet und 1775 hatte er bereits den Rang eines französischen Oberst der Kavallerie erreicht.
Gemeinsam mit seinen drei Brüdern traf er am 29. Juni 1781 auf dem Schloss Mönchhof in Siebleben in Sachsen-Gotha einen Vergleich über die ererbten Familiengüter der eichsfeldischen Linie Burgwalde in der Goldenen Aue sowie im Eichsfeld. Durch Losentscheid erhielt er das im Eichsfeld gelegene Gut Burgwalde.
Während am 4. Dezember 1783 vom Kaiser Joseph II. in Wien seinen beiden älteren Brüder Adolph Ernst und August Christian Wilhelm von Linsingen auf Tilleda, sachsen-gothaischer Oberstleutnant in holländischen Diensten, in den Freiherrenstand des Heiligen Römischen Reiches Deutscher Nation erhoben wurden, erhielt er als in ausländischen Diensten stehender Deutscher keine Standeserhöhung. Dennoch ließ er sich spätestens seit 1785 ebenfalls als Freiherr bezeichnen und unterschrieb meist auch so. Unter dem Namen Ludwig Carl Freyherr von Linsingen veröffentlichte er 1792 in Heiligenstadt die Schrift: Authentischer Beweis der Agnation beyder, der anno 1721 ausgestorbenen Hessischen und der im Eichsfelde blühenden Branchen der Ritter- und Stiftsmäßigen Freyherrlichen Familie von Linsingen.
Ludwig Carl von Linsingen starb ohne männliche Nachkommen. Dadurch fiel sein Gut Burgwalde an seine ihn überlebenden jüngsten Bruder Carl Wilhelm von Linsingen und seine Neffen.

## Ehrungen
Aufgrund seiner militärischen Verdienste wurde ihm in Frankreich der Orden Du Merite Militaire verliehen.